# Bitarães
Bitarães ist ein Ort und eine ehemalige Gemeinde (Freguesia) im portugiesischen Kreis Paredes. Die Gemeinde hatte 2889 Einwohner (Stand 30. Juni 2011).
Am 29. September 2013 wurden die Gemeinden Bitarães, Mouriz, Castelões de Cepeda, Vila Cova de Carros, Madalena, Besteiros und Gondalães zur neuen Gemeinde Paredes zusammengeschlossen.